# Hosszó
A hosszó (japánul: 法相宗, Hepburn-átírással: Hossō) a japán buddhista szekták egyik legelsőbbike, amelyet a Nara-korban (710–794) plántáltak át Kínából (Dósó és Gembó szerzetesek), és amely a tudatra, a ’bölcsességre’ (pradzsná), a jógameditációra, a fogalmi világra (és a jelenségvilág elutasítására) tette a hangsúlyt. A szekta központjai régtől a narai Kófukudzsi, Hórjúdzsi és Jakusidzsi templomok voltak, de a Hórjúdzsi 1950-ben levált róla. Ma 55 fióktemploma is van.

## Lásd még
- Kelet-ázsiai jógácsára
- Hódzsó no umi
- Kijomizudera